# Saif Ali Khan
Saif Ali Khan (en hindi सैफ़ अली ख़ान, en bengalí সাইফ আলী খান) (Nova Delhi, 16 d'agost del 1970) és un actor i productor de cinema indi que treballa en la indústria de Bollywood.
És fill de l'actriu Sharmila Tagore i de Mansoor Ali Khan, jugador de criquet llegendari dels anys 70 i nabab de Pataudi (el mes de setembre del 2011, arran de la mort del seu pare, Saif Ali va heretar aquest títol simbòlic).
Si bé ha destacat sobretot interpretant papers còmics d'home modern (Kal Ho Naa Ho, Hum Tum, Salaam Namaste), també ha mostrat el seu talent en rols més dramàtics com a Omkara i més romàntics com a Parineeta.
Té dues germanes, una de les quals, Soha, també és actriu. Va estar casat durant 13 anys amb la també actriu Amrita Singh, amb qui va tenir un fill (Ibrahim) i una filla (Sara); es van divorciar el 2004. Des del 2007 manté una relació amb l'estrella de cinema Kareena Kapoor, formant així una de les parelles més glamour de Bollywood. El 2009 es va llençar en la producció creant la societat Illuminati Films.

## Carrera
Va actuar per primer cop a Parampara, de Yash Chopra, però els seus debuts a Bollywood es van veure compromesos a causa de problemes d'indisciplina i de retards a repetició als rodatges. Tot i així l'any 1994 va obtenir un èxit important amb Yeh Dillagi, junt amb Kajol i Akshay Kumar, però les pel·lícules següents no van confirmar l'esperança suscitada. Li va caldre esperar fins al 2001, quan la seva aparició a Dil Chahta Hai va rellançar definitivament la seva carrera, oferint-li el reconeixement del públic i de la professió. El 2003 va obtenir el premi Filmfare al millor actor pel seu paper a Kal Ho Naa Ho i el 2004 el National Award també al millor actor amb Hum Tum.
Aquest mateix any forma part de l'espectacle d'èxit internacional Temptation 2004 Concert on, junt amb estrelles com Shahrukh Khan, Rani Mukerji, Preity Zinta, Arjun Rampal i Priyanka Chopra, presenten en directe les cançons més populars de Bollywood.
Des de llavors ha participat en diversos altres títols que han obtingut molt èxit o que han estat celebrats per la crítica, com ara Salaam Namaste (2005), Parineeta (2005), Omkara (2006), Race (2008) o Love Aaj Kal (2009).
La pel·lícula Aarakshan (2011), on comparteix el protagonisme amb Amitabh Bachchan i que parla del problema de les castes a l'Índia, ha tingut problemes greus de difusió amb la prohibició d'exhibició als estats d'Uttar Pradesh i del Punjab.

## Filmografia

### Actor
| Any  | Pel·lícula                            | Paper                                | Notes                                                                                        |
| ---- | ------------------------------------- | ------------------------------------ | -------------------------------------------------------------------------------------------- |
| 1992 | Parampara                             | Pratap Singh                         |                                                                                              |
| 1993 | Aashiq Awara                          | Jimmy / Rakesh Rajpal                | Filmfare Award al millor debutant masculí                                                    |
| 1993 | Pehchaan                              | Karan Verma                          |                                                                                              |
| 1994 | Imtihaan                              | Vicky                                |                                                                                              |
| 1994 | Yeh Dillagi                           | Vikram 'Vicky' Saigal                |                                                                                              |
| 1994 | Main Khiladi Tu Anari                 | Deepak Kumar                         | nominat—Filmfare Award al millor actor secundari                                             |
| 1994 | Yaar Gaddar                           | Jai Verma                            |                                                                                              |
| 1994 | Aao Pyaar Karen                       | Raja                                 |                                                                                              |
| 1995 | Surakshaa                             | Amar / Príncep Vijay                 |                                                                                              |
| 1996 | Ek Tha Raja                           | Sunny                                |                                                                                              |
| 1996 | Bambai Ka Babu                        | Vikram (Vicky)                       |                                                                                              |
| 1996 | Tu Chor Main Sipahi                   | Raja / King                          |                                                                                              |
| 1996 | Dil Tera Diwana                       | Ravi Kumar                           |                                                                                              |
| 1997 | Hamesha                               | Raja / Raju                          |                                                                                              |
| 1997 | Udaan                                 | Raja                                 |                                                                                              |
| 1998 | Keemat: They Are Back                 | Ajay                                 |                                                                                              |
| 1998 | Humse Badhkar Kaun                    | Sunny                                |                                                                                              |
| 1999 | Yeh Hai Mumbai Meri Jaan              | Raju Tarachand                       |                                                                                              |
| 1999 | Kachche Dhaage                        | Dhananjay "Jai" Pandit               | nominat—Filmfare Award al millor actor secundari                                             |
| 1999 | Aarzoo                                | Amar                                 |                                                                                              |
| 1999 | Biwi No.1                             | Deepak                               |                                                                                              |
| 1999 | Hum Saath-Saath Hain: We Stand United | Vinod                                |                                                                                              |
| 2000 | Kya Kehna                             | Rahul Modi                           |                                                                                              |
| 2001 | Love Ke Liye Kuch Bhi Karega          | Prakash                              |                                                                                              |
| 2001 | Dil Chahta Hai                        | Sameer                               | Filmfare Award al millor actor còmic                                                         |
| 2001 | Rehna Hai Tere Dil Mein               | Rajiv "Sam" Saamra                   |                                                                                              |
| 2002 | Na Tum Jaano Na Hum                   | Akshay                               |                                                                                              |
| 2003 | Darna Mana Hai                        | Anil Manchandani                     |                                                                                              |
| 2003 | Kal Ho Naa Ho                         | Rohit Patel                          | Filmfare Award al millor actor secundari Filmfare Award per Motorola "Moto Look of the Year" |
| 2003 | LOC Kargil                            | capità Anuj Nayyar                   |                                                                                              |
| 2004 | Ek Hasina Thi                         | Karan Singh Rathod                   |                                                                                              |
| 2004 | Hum Tum                               | Karan Kapoor                         | National Film Award al millor actor Filmfare Award al millor actor còmic                     |
| 2005 | Parineeta                             | Shekhar Rai                          | nominat—Filmfare Award al millor actor                                                       |
| 2005 | Salaam Namaste                        | Nikhil "Nick" Arora                  |                                                                                              |
| 2006 | Being Cyrus                           | Cyrus Mistry                         | pel·lícula en anglès                                                                         |
| 2006 | Omkara                                | Ishwar "Langda" Tyagi                | Filmfare Award pel millor paper de dolent                                                    |
| 2007 | Eklavya: The Royal Guard              | Harshwardhan                         |                                                                                              |
| 2007 | Nehlle Pe Dehlla                      | Jimmy                                |                                                                                              |
| 2007 | Ta Ra Rum Pum                         | Rajveer Singh (RV)                   |                                                                                              |
| 2007 | Om Shanti Om                          | ell mateix                           | aparició especial a la cançó Deewangi Deewangi                                               |
| 2008 | Race                                  | Ranvir "Ronnie" Singh                |                                                                                              |
| 2008 | Tashan                                | Jimmy Cliff                          |                                                                                              |
| 2008 | Woodstock Villa                       | ell mateix                           | aparició especial                                                                            |
| 2008 | Thoda Pyaar Thoda Magic               | Ranbeer Talwar                       |                                                                                              |
| 2008 | Roadside Romeo                        | Romeo (veu)                          |                                                                                              |
| 2009 | Sanam Teri Kasam                      | Vijay Verma                          |                                                                                              |
| 2009 | Love Aaj Kal                          | Jai Vardhan Singh / Young Veer Singh | nominat—Filmfare Award al millor actor                                                       |
| 2009 | Kurbaan                               | Ehsaan Khan / Khalid                 |                                                                                              |
| 2011 | Aarakshan                             | Deepak Kumar                         |                                                                                              |

### Productor
| Any  | Pel·lícula   | Notes                                         |
| ---- | ------------ | --------------------------------------------- |
| 2009 | Love Aaj Kal | Nominat—Filmfare Award a la millor pel·lícula |
| 2012 | Agent Vinod  |                                               |
| 2012 | Cocktail     |                                               |
| 2012 | Go Goa Gone  |                                               |